# Bidessonotus pollostus
Bidessonotus pollostus är en skalbaggsart som beskrevs av Young 1990. Bidessonotus pollostus ingår i släktet Bidessonotus och familjen dykare. Inga underarter finns listade i Catalogue of Life.